# Đảo Pawai
Đảo Pawai, còn được gọi là đảo cá sấu khi còn là thuộc địa của quốc gia khác. Với diện tích 182,000 m², đảo nằm trong khu vực diễn tập quân sự của lực lượng vũ trang Singapore. Đảo Pawai nằm ngoài khơi bờ biển phía tây nam của Singapore, nằm giữa đảo Sudong về phía Bắc và đảo Satumu nằm ở phía nam. Đây là một trong ba hòn đảo thuộc sở hữu của lực lượng vũ trang Singapore, cùng với đảo Sudong và đảo Senang.